# The French Duel
The French Duel è un cortometraggio muto del 1909 diretto da David W. Griffith. Prodotto e distribuito dall'American Mutoscope & Biograph, il film - girato a Coytesville, New Jersey - uscì nelle sale il 10 maggio 1909.

## Produzione
Il film fu prodotto dall'American Mutoscope & Biograph. Venne girato a Coytesville, negli studi Biograph in New Jersey.

## Distribuzione
Distribuito dall'American Mutoscope & Biograph, il film uscì nelle sale cinematografiche statunitensi il 10 maggio 1909, programmato nella stessa bobina con un altro cortometraggio di Griffith, Jones and the Lady Book Agent .